# Maître de Justice
Pour l'album de bande dessinée, voir Le Maître de justice.
Le Maître de Justice (en hébreu מורה הצדק) ou le Prêtre maître de Justice est un personnage qui apparaît dans certains des manuscrits de la mer Morte découverts dans des grottes près des ruines de Qumrân, et par association, aux copies médiévales du Document de Damas découvertes au Caire. On peut discerner au moins un groupe derrière une centaine de ces manuscrits. Les perspectives morales et religieuses de ce groupe le font généralement qualifier de « sectaire » par la recherche académique. Le pseudonyme symbolique de « Maître de Justice » pourrait désigner le fondateur du mouvement, peut-être celui des Esséniens, ou pour le moins du fondateur du groupe qui se désigne sous le nom de Yahad (« Unité ») dans les manuscrits. Le Maître de Justice joue un rôle décisif dans la formation du mouvement sectaire. Malgré son importance, les informations rapportées à son sujet sont très limitées. Les références au Maître de Justice ne se trouvent que dans quatre documents. Elles sont relativement obscures et posent des difficultés d'interprétation.
Il n'existe aucun consensus, ni au sujet de l'identité du Maître, ni au sujet d'autres personnages désignés eux aussi sous des noms symboliques, notamment les adversaires du Maître. Il n'y a pas non plus de consensus sur la période de son activité (IIe ou Ier siècle av. J.-C.). Une partie de la critique suppose même que derrière ces pseudonymes symboliques se cachaient en fait plusieurs « Maître de Justice » successifs et plusieurs grands prêtres successifs.

## Les textes
Le « Maître de Justice » est cité dans certains manuscrits de la mer Morte retrouvés dans onze grottes situées à proximité des ruines de Qumrân où ils avaient été entreposés probablement pendant la Grande révolte juive, avant le contrôle de la région par l'armée romaine (68-70). Les manuscrits datent pour l'essentiel du IIe siècle av. J.-C. jusqu'au milieu du Ier siècle ap. J.-C.. Quelques-uns, dont des textes bibliques, sont plus anciens et datent du IIIe siècle av. J.-C. Parmi ces 870 manuscrits — dont il ne reste parfois que quelques fragments — une trentaine mentionnent le « Yahad » (« Unité », « Alliance »), un mouvement religieux derrière lequel bon nombre de chercheurs reconnaissent les esséniens. Dans d'autres manuscrits qui ne mentionnent pas le Yahad, on repère un vrai système de mots ou de formules qui les font classer également parmi les écrits dits « sectaires ». Ils sont à eux tous une bonne centaine.
Plusieurs points de convergence entre la description des esséniens chez les auteurs antiques et la doctrine décrite dans les manuscrits semblent effectivement permettre d'identifier avec eux les membres de la communauté du Yahad. Un grand nombre de critiques estiment que ce mouvement doit être identifié aux Esséniens, toutefois des chercheurs préfèrent distinguer les deux groupes, à cause des différences existant entre eux. Certains éléments sont contradictoires avec les sources classiques au sujet des esséniens (Flavius Josèphe, Philon d'Alexandrie): les membres du yahad sont obsédés par les « féroces Kittim », derrière lesquels on reconnaît les Romains, et de nombreux écrits parlent de guerres apocalyptiques qu'il faudra mener contre eux. Le Manuel de discipline utilise une terminologie militaire très marquée. Or, dans leurs descriptions idéalisées des esséniens, Philon d'Alexandrie et Flavius Josèphe insistent sur l'aspect que l'on pourrait qualifier de « non-violent » de leur doctrine.
Le « Maître de Justice » est une figure dominante du mouvement. Les références au Maître se trouvent dans quatre documents : le Document de Damas, le Pesher d'Habacuc , le Pesher des Psaumes et le Pesher de Michée. La quinzaine de mentions de ce personnage ne fournit que peu d'information. De plus, l'extraction d'éléments historiques à partir de ces textes est problématique. Ces textes ont été composés et recopiés sur une longue période. Les pesharim notamment prétendent rapporter des éléments historiques, mais il est difficile de les considérer comme objectifs ou fiables. Ils présentent la vision que les sectaires avaient de leur propre histoire et en particulier de la vie du Maître de Justice. Ils ne sont pas non plus complémentaires car les informations historiques rapportées peuvent dépendre les unes par les autres. Les Hodayot (« Hymnes d'actions de Grâce ») semblent décrire une expérience personnelle attribuable au Maître de Justice. Or le Document de Damas et les Hodayot sont généralement considérés comme antérieurs aux pesharim. Le personnage du Maître de Justice tel qu'il apparaît dans le Pesher d'Habacuc peut résulter d'une reconstruction de son histoire par les sectaires à partir des textes plus anciens. Dans ce cas, sa valeur historique resterait très limitée.

## Personnages et pseudonymes symboliques

### «Le Maître de Justice»
Les textes de Qumrân qui décrivent la vie de la secte, notamment les pesharim et le Document de Damas, ne mentionnent que rarement des noms propres. Des pseudonymes symboliques désignent le principal acteur de la communauté et leurs adversaires,. Chez le « Maître de Justice » on reconnaît le fondateur ou le refondateur du groupe. Ses disciples croient que Dieu lui a révélé les secrets des prophéties bibliques. L'expression « Maître de Justice » est la traduction habituelle de l'hébreu מורה הצדק (moreh ha-tsedeq). Elle peut aussi se traduire par le « maître juste, » c'est-à-dire vrai ou légitime. Elle témoigne de l'autorité dont il dispose pour le groupe. Le qualificatif de « justice » signifie aussi probablement que le « Maître » est issu de la lignée de Sadoq dont le nom צדוק (ṣadoq) est formé sur la même racine. Il appartiendrait à la dynastie sacerdotale qui servait dans le Premier Temple de Jérusalem et dont les grands-prêtres légitimes étaient issus jusqu'à la crise qui a débouché sur la révolte des Maccabées.
L'expression « Maître de Justice » vient vraisemblablement du livre de Joël :

« כִּי-נָתַן לָכֶם אֶת-הַמּוֹרֶה לִצְדָקָה (« car Il [Dieu] vous a donné la pluie d'automne selon la justice » ou « d'une manière bienfaisante ») »

— Joël 2,23. Texte massorétique, Traduction œcuménique de la Bible et traduction de la Bible du Rabbinat
Selon la méthode d'interprétation de la Bible appelée pesher et qui est propre au groupe auteur des manuscrits, les paroles des prophètes ont un sens caché qui s'appliquent à leur propre époque. Selon cette méthode, la signification de ce verset pouvait être « car il vous a donné le Maître de Justice ».
Le livre d'Osée présente un parallèle encore plus évident avec le Document de Damas :

« עד עמד יורה הצדק (« jusqu'à ce qu'apparaisse celui qui enseigne la Justice ») »

— Document de Damas (6.10-11)

« וְעֵת לִדְרוֹשׁ אֶת יְהוָה עַד יָבוֹא וְיֹרֶה צֶדֶק לָכֶם (« il est temps de rechercher Yahvé jusqu'à ce qu'il vienne faire pleuvoir sur vous la justice ») »

— Osée 10,12. Texte massorétique et Traduction œcuménique de la Bible
Dans les deux cas, la racine hébraïque ירה (yarah) « enseigner, faire pleuvoir » est associé au terme צדק (tsedeq) « justice ». Le contexte de la venue de celui qui « fait pleuvoir/enseigne » est le même : il intervient comme la conséquence de la recherche de Dieu.
L'expression מורה הצדק (moreh ha-tsedeq) correspond à la forme standard pour désigner le Maître de Justice. Il peut aussi être désigné par des noms légèrement différents : le « Maître de Justice », le « Prêtre Maître de Justice » ou simplement le « Prêtre ». En dehors de l'expression standard מורה הצדק (moreh ha-tsedeq) qu'on trouve dans les pesharim, les variantes sont: מורה הצדקה (moreh ha-tsedaqa), מורה צדק (moreh tsedeq), à la forme indéfinie, יורה הצדק (yoreh ha-tsedeq), forme verbale signifiant « celui qui enseigne (ou doit enseigner) la Justice ».
Des formes alternatives s'appliquent vraisemblablement au Maître de Justice : מורה היחיד (moreh ha-yahid) « le Maître de la Communauté », יורה הצדק (yoreh ha-yahid), מורה (moreh) « Maître », משיח הצדק (mashiah ha-tsedeq) « le Messie de Justice ». Dans le Document de Damas, on trouve aussi le Mehokkek, le Doresh ha-Torah et le Maskil, les deux premiers étant en général considérés comme désignant le Maître de justice, alors qu'on ne sait pas si c'est le cas pour la troisième désignation. Il y a aussi des références au Mebakker — le surveillant — et un « Grand prêtre commandant les nombreux », souvent simplement appelé par le terme « le Prêtre ». Il y a débat pour savoir si « le Maître unique » (moreh ha-yahid ou yoreh ha-yahid) est identique à « l'Enseignant de la Loi » cité dans le même document, ou si ce sont deux personnages différents, « le Maître unique » étant le personnage messianique dont le mouvement attend le retour dans moins de 40 ans après sa « disparition », alors que « l'Enseignant de la Loi » serait le dirigeant de la secte pendant cet intervalle. Il est aussi question d'un « Messie de Justice » משיח הצדק (mashiah ha-tsedeq) en 4Q252.

### Les adversaires du «Maître»
Deux figures, ou « deux instruments de la violence » pour reprendre le vocabulaire du manuscrit Testimonia, s'opposent au Maître de Justice et persécutent son groupe. Le premier ennemi du groupe est le « Prêcheur de mensonges » ou le « Prédicateur du Mensonge » (en hébreu מטיף הכזב). Il est aussi appelé « l'Homme du Mensonge » (איש הכזב),. Il semble être le chef des « Chercheurs de flatteries » et il dissuade les hommes de suivre le « Maître » par ses « mensonges ». Ce personnage apparaît dans le Document de Damas et dans les pesharim. Il existe un fort parallèle entre les expressions « Maître de Justice » et « Prédicateur du Mensonge ». Dans les deux expressions, le premier des deux termes est basé sur une racine indiquant un rôle d'enseignement, avec une image sous-jacente liée à l'eau. La racine ירה signifie « enseigner, verser » alors que la racine נטף signifie « prêcher, faire couler ». Le deuxième terme des expressions précise la fonction d’enseignement et oppose la « Justice » au « Mensonge » .
Trois passages mentionnent le « Maître de Justice » en relation avec le « Prêtre Impie ». Le « Prêtre Impie » est décrit comme « cupide, violent, corrompu », il harcèle le « Maître », tente de l'assassiner et finalement le contraint à l'exil. Le qualificatif de « Prêtre Impie » désigne manifestement un Grand Prêtre du Temple de Jérusalem. C'est ici un jeu de mots : הכהן הראש (ha-kohen ha-rosh), « le Grand Prêtre » en hébreu, devient הכהן הרשע (ha-kohen ha-rasha), «le Prêtre Impie ». Le « Prêtre Impie » est absent du Document de Damas. Il n'est mentionné que dans les pesharim. Là aussi, l'identification de ces personnages et de ces groupes sont l'objet de plusieurs suppositions parmi les historiens. Aucun consensus ne se dégage à ce sujet.
Apparaissent aussi « Les Traîtres », « Ephraïm » et « Manassé », qui semblent être deux groupes juifs différents ou opposés à l'Alliance (Yahad) et la « Maison d'Absalom » qui a déçu le mouvement par son attitude.

### Divergences sur la période concernée
Les partisans du « modèle standard » et de la théorie anti-hasmonéenne pensent pouvoir reconstituer la naissance du mouvement essénien, vers le milieu du IIe siècle av. J.-C., avec un Maître de Justice qui aurait pris la direction de la « secte » vers 175 av. J.-C. (410 ans après la prise de Jérusalem par Nabuchodonosor). Ce qui a fait dire à certains critiques que l'on cherchait ainsi une date la plus éloignée possible de la naissance du mouvement créé par Jésus pour éloigner tous risques que Jésus ou son mouvement aient été liés aux eaux troubles d'une révolte sociale à caractère violent.
Les partisans de la théorie pro-hasmonéenne concentrent leurs travaux sur la période où vivaient les seuls personnages dont le nom est explicitement cités dans certains manuscrits qui tous ont vécu au Ier siècle av. J.-C.,. De même, ils estiment que certains manuscrits parmi les plus significatifs du Yahad — par exemple l'Hymne au roi Jonathan (4Q448), le Pesher de Nahum, la Lettre halakhique (4QMMT), le Document de Damas, ou le Pesher d'Habacuc — renvoient à des événements qui se sont produits lors de ce même siècle. Le Pesher de Nahum dit explicitement que le règne du « Lion de la colère » est terminé et l'identification du « Lion de la colère » avec Alexandre Jannée, mort en 76 av. J.-C. est désormais généralement admise,,. Ce Pesher évoque très probablement le sort d'Aristobule II et de « ses femmes, ses nouveau-nés, ses enfants » lors de la défaite que lui a infligé Pompée en 63 av. J.-C. (Pompée y est désigné sous le pseudonyme symbolique de Chef des rois de Yâwân (Chef des rois grecs). Le Pesher d'Habacuc décrit l'action des armées romaines — désignés sous le nom de kittim — qui se sont emparées de la Judée en 63 av. J.-C..
Les partisans de la théorie anti-pharisienne s'intéressent particulièrement aux écrits qui datent du Ier siècle — dont d'après eux la Lettre/Manifeste 4QMMT —. Ils s'intéressent aussi à la façon dont les lecteurs de ce même siècle interprétaient les manuscrits des siècles antérieurs en étudiant les pesharim, un genre littéraire qui n'est connu que par les manuscrits retrouvés près de Qumrân. La plupart de ces critiques estiment que c'est le mouvement nazôréen créé par Jésus qui a caché ces manuscrits dans le contexte de la Grande révolte juive (66-70). Ils auraient été particulièrement impliqués dans cette révolte et c'est d'eux dont parlerait Flavius Josèphe sous le nom de Zélotes. Ce qui expliquerait pourquoi on n'est jusqu'à présent pas parvenu à identifier le moindre Juif chrétien parmi les centaines de personnages qu'évoque Flavius Josèphe pendant la révolte.

### Un ou plusieurs «Maîtres de Justice»
Tous ces écrits font référence à un « Maître de Justice » ou à un « Méchant prêtre » qui auraient vécu pendant plus de 100 ans si l'on adopte le point de vue du modèle standard qui fait du « Maître de Justice » le créateur de la secte, 410 ans après la prise de Jérusalem par Nabuchodonosor. Cela a conduit certains critiques à émettre l'hypothèse que derrière ces deux pseudonymes symboliques, se cachaient plusieurs « Maître de Justice » successifs,, et plusieurs Grands prêtres successifs appelés « Méchant prêtre »,. Les différentes morts relatées pour le Méchant prêtre et les époques qui leur sont associées sont souvent citées comme preuve de l'impossibilité d'un seul « Méchant prêtre ». Le procédé qui consiste à appliquer des noms symboliques à plusieurs personnages historiques remplissant la même fonction existe dans les écrits bibliques de l'époque. Il est notamment utilisé dans le Livre de Daniel 11, où les expressions « Roi du Nord » et « Roi du Sud » s'appliquent respectivement à plusieurs rois Séleucides et Ptolémaïques successifs. Un défenseur du « modèle standard » comme Jean Starcky, estime lui aussi qu'il est peu probable que le Maître de Justice fondateur de la Communauté de l'Alliance — selon lui vers 175 av. J.-C. — soit encore vivant lors de la création de la « Nouvelle Alliance au pays de Damas » et soit le même que le « Maître de la Communauté » ou « Enseignant de la Communauté » mentionné dans l'Écrit de Damas, écrit selon lui, peu après la prise de Jérusalem en 63 av. J.-C., alors qu'un historien comme André Dupont-Sommer donne une fourchette plus large (entre 63 et 48 av. J.-C.). Pour Simon Claude Mimouni, il est possible que l’appellation « Maître de Justice » ne soit qu'un titre, mais pour lui, « il n'est pas certain qu'il y ait eu plusieurs Maîtres de Justice comme voudraient le faire accroire certains critiques. »

## Vie du Maître de Justice

### Apparition
À partir des diverses mentions du Maître de Justice, il est possible de proposer une reconstitution la trame de son histoire. Le Maître de Justice joue un rôle important dans la formation de la secte. Il est probablement le fondateur, ou plutôt le re-fondateur du mouvement, car le Document de Damas semble indiquer que le mouvement existait déjà 20 ans avant son arrivée. La durée de 20 années écoulées avant l’arrivée du Maître ne doit cependant pas être prise trop littéralement. Elle peut avoir une signification symbolique. Le Document de Damas donne une durée de 390 ans entre la destruction du Premier Temple et la formation du groupe. Si on accepte littéralement ces indications, la formation du groupe aurait eu lieu vers 196 av. J.-C., le Temple ayant été détruit en 586 av. J.-C.. Cependant cette durée de 390 ans est tiré du livre d'Ézéchiel (4.5) et indique surtout que le groupe se considère comme portant l'iniquité de la maison d'Israël. Les Juifs de la période du Second Temple ne pouvaient d'ailleurs pas évaluer le temps écoulé depuis la destruction du Premier Temple car ils n'étaient pas conscients que la période perse avait duré plus de 200 ans.

### Activité
Le Maître de Justice a un rôle de législateur. Il explique les Prophètes et il interprète les lois de la Torah. Deux passages du Pesher d'Habacuc indiquent que, grâce à son intuition religieuse hors du commun, il a « reçu de Dieu la révélation du sens caché des Écritures » et de la juste interprétation de la Loi de Moïse,. L'autorité du Maître de Justice est fondée sur un don de Dieu, qui lui a donné la faculté d'interpréter les paroles des prophètes et d'expliquer la loi. La secte croyait que la loi juive était composée de deux parties complémentaires : la Torah révélée - écrite - et la Torah cachée que le Maître allait révéler aux membres de la secte.
Il parvient à rassembler derrière ses idées un grand nombre de prêtres et de Juifs vertueux. Toutefois, « l'Homme du Mensonge » s'oppose à lui et grâce à une habile rhétorique, il dissuade un grand nombre de suivre le Maître. Les « Chercheurs de flatterie » — dont « l'Homme du Mensonge » était probablement le chef — s'opposèrent aussi à lui. « Au départ, le « Prêtre impie » semblait être favorable au Maître mais, « quand il gouverna en Israël », il se montra irréligieux, cupide, corrompu et violent. » Il harcèle le « Maître », tente de l'assassiner et finalement le contraint à l'exil et tente au moins une fois de l'assassiner sans y parvenir. Les nations des Gentils s'emparèrent du « Prêtre impie », le maltraitèrent et le menacèrent. Il n'est pas impossible que le Maître périt finalement de mort violente, bien qu'il n'y ait aucune certitude à ce sujet. Parmi les imprécations contre les ennemis du Maître, la venue imminente des féroces « Kittim » est assimilée à un châtiment divin s'abattant sur les Juifs pour avoir rejeté le Maître et ses disciples.
Les spécialistes des manuscrits de Qumrân lui attribuent souvent la composition de différents textes retrouvés à Qumrân, tels que le Rouleau de Hymnes (1Q Hodayot), le Rouleau du Temple ou le Miqsat Ma'ase ha-Torah (4QMMT). Même s'il est difficile de déterminer les auteurs réels de ces textes, on peut supposer que les Hodayot étaient compris par la communauté sectaire comme étant des compositions du Maître de Justice. Ils ont même pu servir à reconstruire la vie du Maître de Justice telle qu'elle apparaît les pesharim, par interpolation à partir de l'interprétation des Hodayot.
Les éléments biographiques qu'on peut déduire des manuscrits sont les suivants :
- Le « Maître de Justice » est entré en conflit avec un chef religieux, l'« Homme du Mensonge ». L'Homme du Mensonge est le chef d'un groupe qui ne suit pas la halakha du Maître de Justice.
- Un chef politique, le « Prêtre Impie », tenta de s'en prendre à lui. Le Maître de Justice dut alors s'enfuir.
- Il est également persécuté par deux groupes, « Ephraïm » et « Manassé ». On identifie généralement « Ephraïm » aux Pharisiens et « Manassé » aux Sadducéens.
- Une crise survient entre ses disciples après sa mort. Une partie quitte le groupe.

### Opposition
Un événement important de sa vie est sa confrontation avec « l'Homme du Mensonge ». Ce dirigeant religieux est une figure influente en Judée. La dispute avec l'« Homme du Mensonge » apparaît dans le Pesher d'Habacuc et dans le Pesher des Psaumes. Selon le Document de Damas, le Maître de Justice émerge au sein d'un groupe. Son intervention suscite une controverse sur l'observance de la Loi et conduit à une scission au sein de ce groupe. Sa dispute avec l'« Homme du Mensonge » apparaît liée à cette controverse. Lorsque le Maître est pris à partie par l'Homme du Mensonge, un groupe appelé la « Maison d'Absalom » préfère demeurer à l'écart plutôt que de venir en aide au Maître. Le nom de ce groupe semble dériver du récit biblique de la rébellion d'Absalom contre son père, le roi David.
« L'Homme du Mensonge » ne reste cependant qu'un dirigeant religieux et ne représente pas un danger pour le Maître de Justice, contrairement au « Prêtre Impie » qui tente de lui porter atteinte. Le Pesher d'Habacuc mentionne que le Prêtre Impie attaque le Maître de Justice le jour du Yom Kippour dans son lieu d'exil. Il est souvent dit que ce lieu d'exil est le site de Qumrân, mais cette assertion n'est pas prouvée. Le Pesher des Psaumes mentionne aussi une attaque et peut-être aussi une lettre que le Maître de Justice lui a envoyée. Les deux textes font peut-être allusion au même incident. Le Prêtre Impie étant vraisemblablement le Grand Prêtre du Temple de Jérusalem, il était nécessairement présent à Jérusalem pour Yom Kippour. Le choix de cette date pour s'en prendre au Maître de Justice montre que le groupe sectaire suit un calendrier différent, où la date de Kippour ne tombe pas le même jour pour le Maître de Justice et pour le Prêtre Impie. Il est difficile de savoir ce qui s'est réellement passé lors de cette rencontre. Contrairement à l'hypothèse d'André Dupont-Sommer, il est peu vraisemblable que le Maître ait alors été tué. Le Pesher d'Habacuc indique finalement que le Prêtre Impie est tombé aux mains de ses ennemis.
Le Maître de Justice est aussi persécuté par deux groupes, « Ephraïm » (les Pharisiens) et « Manassé » (les Sadducéens). Le groupe du Maître se désigne lui sous le nom de Juda.

### Disparition
La mort du Maître de Justice est évoquée dans le Document de Damas, le pesher des Psaumes et le rouleau des Hymnes. Ces textes font allusion au « jour du rassemblement du Maître de la Communauté ». L'expression rassemblement (האסף) fait référence à la disparition du Maître. On trouve le même emploi de ce terme dans la Bible hébraïque, dans le livre d'Isaïe par exemple. Sa mort provoque une scission au sein du groupe sectaire. La disparition du Maître sur qui le groupe avait investi des espoirs messianiques a certainement provoqué une crise. Ceux qui quittent le groupe sont alors perçus comme ayant trahi les enseignements du Maître.
Le pesher des Psaumes dit que le Maître de Justice est le Juste mentionné dans le psaume 37 et qu’il a été mis à mort et ressuscité par Dieu : 

« L’impie guette le juste et cherche à le mettre à mort. Yahvé ne l’abandonnera pas dans sa main et ne le laissera pas condamné quand il sera jugé [Psaume 37:32-33]. L’explication de ceci concerne le prêtre impie, qui a guetté le juste et l’a mis à mort, mais Dieu a délivré son âme de la mort et il l’a réveillé par l’esprit qu’il a envoyé vers lui. Et Dieu ne l’a point laissé périr quand il a été jugé. Quant à lui le (prêtre impie), Dieu lui paiera sa rétribution en le livrant aux mains des scélérats des nations pour exercer sur lui la vengeance. »

— Pesher des psaumes 4:7
L’hymne F du rouleau des hymnes, dont on suppose qu’il est rédigé au nom du Maître de Justice mentionne cette résurrection : 
Hymne F « Je te rends grâce, ô Adonai ! Car tu as racheté mon âme de la fosse, et du Sheol de l’abaddon tu m’as fait remonter vers une hauteur éternelle (...) »
Comme le souligne André Dupont-Sommer, indépendamment du Maitre de Justice, le juste du Psaume 37 est identifié à Jésus par le rédacteur des actes des apôtres. ,

## Identifications
L'identité du ou des « Maîtres de Justice » dépend de l'identité du groupe qui a écrit les manuscrits et dont le Maître est le dirigeant. Une grande partie des critiques estiment que les manuscrits ont beaucoup de points en commun avec les esséniens tels qu'ils sont décrits dans les sources antiques (Pline l'Ancien, Philon d'Alexandrie et Flavius Josèphe notamment). En se basant sur les règles de pureté définies dans certains manuscrits, un petit groupe de chercheurs a aussi émis l'hypothèse que ce pourraient être des Sadducéens, ou une branche de ceux-ci, les Boéthusiens. Enfin une partie insiste sur le fait qu’indépendamment de l'identification de ceux qui ont écrit les manuscrits, ceux qui les lisaient au moment où ils ont été cachés dans des grottes au Ier siècle pourraient être les Zélotes/Sicaires ou des participants à la Grande révolte juive (66-70).
Il n’y a pas de consensus sur l’identité du « Maître de Justice » ni sur les dates de son existence. Son véritable nom n’est peut-être pas mentionné dans les sources anciennes, ce qui rendrait impossible son identification. La faiblesse des informations disponibles sur cette importante figure du mouvement a donné lieu à de nombreuses conjectures pour le situer au sein de la période du Second Temple. L'archéologie et les données textuelles indiquent une période d'environ 250 ans, de 180 av. J.-C. à 70 ap. J.-C., dans laquelle il faut chercher le contexte des manuscrits. L'archéologie plaide pour des manuscrits ayant été cachés au Ier siècle. Le Premier et le Deuxième livre des Maccabées, ainsi que les œuvres de Flavius Josèphe, fournissent une trame historique de cette période. Les identifications proposées vont du grand prêtre Onias III, déposé en 175 av. J.-C., au rebelle Menahem, pendant la Première guerre judéo-romaine en 66-70. La mention dans les manuscrits de personnages historiquement attestés, de Jonathan au questeur romain Marcus Aemilius Scaurus, ainsi que l'analyse paléographique des manuscrits fixent cependant un cadre chronologique pour l'activité du Maître de Justice. Celui-ci s'étend du IIe au milieu du Ier siècle av. J.-C.. Les identifications les plus tardives, postérieures au milieu du Ier siècle av. J.-C. sont à écarter.
L'hypothèse la plus répandue place la vie du Maître de Justice au milieu du IIe siècle av. J.-C. lors de la révolte des Maccabées car elle identifie le « Prêtre Impie » au grand prêtre hasmonéen Jonathan, qui office de 153 à 143 av. J.-C., ou à son frère Simon (de 143 à 134),. Le Maître de Justice serait un prêtre opposé à la confiscation de la fonction de Grand Prêtre par les premiers souverains hasmonéens. Les différentes propositions pour l’identifier à un personnage connu dépendent de l'époque à laquelle on fait remonter la fondation de la secte.

### L'hypothèse pré-maccabéenne (190-175av. J.-C.)
Sur la base du Document de Damas et des manuscrits de la grotte numéro 1, une première identification a été proposée dès 1952. Elle date la vie du Maître de Justice du début du IIe siècle pendant la période d'instabilités qui allait conduire à la révolte des Maccabées. Elle identifie au grand prêtre Onias III (190-175/4 av. J.-C.). Celui-ci est déposé en 175 av. J.-C. par Antiochus IV Epiphane au profit de son frère Jason, puis exilé en Syrie et assassiné en -170 à l'instigation de Ménélas, le successeur de Jason. Dans ce schéma, le « Prête Impie » serait donc Ménélas qui aurait mis fin à la dynastie légitime descendant de Sadoq, le grand prêtre qui officiait dans le Temple de Salomon selon la tradition biblique. Les esséniens, qui se déclaraient « fils de Sadoq », seraient donc les partisans légitimistes d'Onias III, avant tout des gens de race sacerdotale, ou les alliés de ces derniers. Cela expliquerait leur fidélité fondamentale à la religion de leurs ancêtres juifs, et leur vénération extrême à l'égard du Temple de Jérusalem, dans lequel pourtant ils ne célébraient pas, parce qu'ils l'estimaient occupé par des usurpateurs. L'« Homme du Mensonge » serait le roi séleucide Antiochos IV et la « Maison d'Absalon » serait la famille pro-séleucide des Tobiades. Le groupe sectaire aurait pour origine le mouvement des Hassidéens. Une variante de cette théorie assimile l'Homme du Mensonge à Jason, alors qu'une théorie concurrente fait au contraire d'Onias III le Prêtre Impie.
Pour la même période, une autre hypothèse identifie le Maître de Justice au dirigeant pharisien Yossé ben Yoezer. Le Prêtre Impie serait  alors le grand prêtre Alcime. Selon le midrash Bereshit Rabba, le sage Yossé ben Yoezer fut la victime d'Alcime. À moins que Yossé ben Yoezer ne soit lui-même « l'homme du mensonge ». Il est l'un des rares leaders pharisiens connu pour cette période par les sources tannaitique. Ses préoccupations en halakha, c'est-à-dire en matière de loi juive, sont comparables à celles de l'adversaire de l'auteur de la Lettre halakhique (4QMMT). Bien que leurs positions soient opposées, cet intérêt commun montre l'importance de l'observance de la loi pour les milieux juifs de la période du Second Temple.
Une autre théorie propose de voir dans le Maître de Justice le fils d'Onias III, appelé par les historiens Onias IV ou Simon III. Le Prêtre Impie serait ici l'hasmonéen Jonathan. Après la déposition et la mort de son père, le fils d'Onias III serait à l'origine du temple juif de Léontopolis dans le Delta du Nil, concurrent de celui de Jérusalem. Cette hypothèse s'inscrit dans le cadre des efforts visant à comprendre le sort d'Onias III et l'origine du temple de Léontopolis à partir des récits contradictoires de Flavius Josèphe.

### L'hypothèse maccabéenne (175-152av. J.-C.)
L'hypothèse qui est la plus souvent reprise par les spécialistes place la vie du Maître de Justice lors de la révolte des Maccabées. Elle identifie le Prêtre Impie à Jonathan (152-143 av. J.-C.) et inscrit le groupe sectaire dans le cadre du mouvement essénien. Le Maître de Justice serait un prêtre anonyme contemporain de Jonathan. Elle reconstitue la naissance du mouvement vers le milieu du IIe siècle av. J.-C., avec un Maître de Justice qui aurait pris la direction de la « secte » vers 175 av. J.-C. (410 ans après la prise de Jérusalem par Nabuchodonosor). Le mouvement essénien ou le groupe sectaire seraient nés de l'opposition de ses membres à la confiscation de la fonction de grand prêtre par les premiers souverains hasmonéens. Le Maître de Justice serait donc un prêtre de cette période dirigeant de ce mouvement d'opposition. Le « Lion de la Colère » serait Alexandre Jannée alors qu'Ephraim et Manassé désigneraient respectivement les Pharisiens et les Sadducéens. Cette hypothèse possède de nombreuses variantes. Le nom de Simon, le frère de Jonathan, est aussi proposé en tant que Prêtre Impie,,. « Pour Géza Vermes, Frank Moore Cross, Joseph Milik, Roland de Vaux notamment, il ne fait aucun doute que « prêtre impie » et « homme du mensonge » sont des expressions qui désignent Jonathan (161 à 143 av. J.-C.) et Simon Maccabée (mort en 134 av. J.-C.) ». Murphy-O'Connor met en relation la formation du groupe avec un élan religieux suscité par les victoires de Judas Maccabée. Le groupe sectaire pourrait s'être formé en dehors de la Judée, en Babylonie notamment, dont « Damas » serait le nom symbolique. Ce groupe pourrait être revenu d'exil à la suite de l'effervescence religieuse suscitée par les victoires de Judas Maccabée. Par ailleurs, le groupe pourrait ne pas représenter le mouvement essénien dans son ensemble, mais en serait une ramification. Dans ce cas, l'Homme du Mensonge serait le chef du mouvement essénien.
Pour les partisans de cette thèse, le Document de Damas est daté d'environ 100 av. J.-C. et présente la disparition du Maître de Justice comme relativement récente. Dans ce schéma, l'émergence du groupe est liée à la réaction des Juifs traditionalistes face à l'hellénisation et en particulier aux événements qui ont suivi la déposition du grand prêtre Onias III en 175 av. J.-C.. Toutefois, nombre de critiques estiment impossible cette datation du document de Damas, puisque celui-ci évoque plusieurs personnages et événements qui renvoient à la prise de Jérusalem en 63 av. J.-C., à l'action de Pompée et au sort d'Aristobule et des membres de sa famille. La datation de ce document après 63 av. J.-C. est aussi partagée par des critiques qui défendent un modèle standard amendé pour tenter de répondre aux critiques qui lui ont été faites.
Dans le texte appelé Hymne pour le roi Jonathan,, les partisans de ce modèle estiment qu'il ne s'agit pas d'un hymne en faveur d'Alexandre Jannée, mais qu'au contraire l'intervention de Dieu est demandée contre ce roi. Le manuscrit étant extrêmement parcellaire sa compréhension n'est pas évidente. Pour André Lemaire qui soutient le modèle standard, « à moins de considérer le document comme un texte de propagande ennemi importé à Qumrân [...], il est invraisemblable que la secte ait pu faire l'éloge du roi hasmonéen ».
Selon une hypothèse, le qualificatif de « Prêtre impie » ne s'applique pas à un personnage en particulier, mais est un terme générique qui désigne plusieurs Grands Prêtres,. Compte tenu des différents sorts que le Pesher d'Habacuc semble attribuer au Prêtre impie, ce terme semble faire référence à six prêtres distincts : Judas Maccabée, Alcime, Jonathan, Simon, Jean Hyrcan et Alexandre Jannée. La mort du Maître de Justice interviendrait sous le règne de Jean Hyrcan. Cette hypothèse essaie de tenir compte de la longue durée pendant laquelle le groupe a existé et a évolué selon ce qui ressort des manuscrits. Une variante n'identifie que deux Prêtres impies : Jonathan et Alexandre Jannée. Une autre variation en identifie trois : Jean Hyrcan, Aristobule Ier et Alexandre Jannée. Le Maître de Justice peut ici être identifié à une figure historique connue : Judas l'Essénien. Celui-ci est mentionné chez Flavius Josèphe. Il avait prédit la mort d'Antigone Ier, assassiné par son frère Juda Aristobule Ier (104/103 av. J.-C.).

### Le Grand Prêtre des années 159-152av. J.-C.
Dès la découverte des manuscrits, il a été suggéré de voir dans Maître de Justice un grand prêtre du Temple de Jérusalem. Comme l'attitude rigoriste du Maître vis-à-vis de la Loi exclut de l'identifier à l'un des grands prêtres hellénisants ayant succédé à Onias III ni aux grands prêtres hasmonéens, l'attention s'est porté sur la période 159-152 av. J.-C. Entre la mort du grand prêtre Alcime et la désignation de Jonathan, la charge de grand prêtre semble avoir été vacante selon l'historien juif Flavius Josèphe. Cette vacance s'explique par les divisions entre les prétendants séleucides au trône qui conservaient la possibilité de nommer les grands prêtres en dépit des règles traditionnelles. Comme la présence d'un grand prêtre est indispensable à l'importante cérémonie liturgique du Yom Kippour, la possibilité d'une réelle vacance de la charge a été mise en question. La fonction de grand prêtre a pu être assumée par un membre de la hiérarchie du Temple, ensuite déposé lors de la désignation de Jonathan par les autorités Séleucides, pour avoir refusé la nomination du candidat imposé par Alexandre Balas,.
Certains critiques supposent donc que cette vacance du siège de grand prêtre serait en fait le résultat d'une sorte de damnatio memoriae qui aurait effacé le nom de ce grand prêtre des listes officielles. Cette suggestion expliquerait l'hostilité entre le Maître de Justice et le Prêtre Impie,. Le fils d'Onias III aurait pu exercer cette fonction. « Selon cette hypothèse, le grand prêtre se serait exilé, et un groupe de ses partisans l'aurait suivi dans sa fuite. » Dans ce schéma, le « Lion de la Colère » est bien Alexandre Jannée, mais contrairement à la théorie pro-hasmonéenne la secte lui est très opposé.

### L'hypothèse hasmonéenne
Cette hypothèse place la fondation de la secte plus tardivement, au Ier siècle, sous les souverains hasmonéens Alexandre Jannée ou lors de la guerre civile entre ses fils Hyrcan II et Aristobule II. Elle se concentre sur les personnages dont le nom est explicitement cités dans les manuscrits: Alexandre Jannée, Hyrcan II et Aristobule II, leur mère Salomé Alexandra et le romain Amelius Scaurus au milieu du Ier siècle av. J.-C.. Elle souligne notamment que le Calendrier des annales, dans lequel des personnages historiques sont nommés explicitement, semble ne se rapporter qu'à des évènements de la première moitié du Ier siècle av. J.-C. et que les évènements du siècle précédent en sont absents. Pour les partisans de cette théorie, les ennemis de la secte appelés les « Chercheurs de flatteries » sont les Pharisiens. Ils estiment que les partisans du groupe ne manifestent pas a priori une hostilité de principe envers les dirigeants hasmonéens. La prière pour le roi Jonathan (Alexandre Jannée) et le Pesher de Nahum montrent qu'ils ont même approuvé la politique anti-pharisienne d'Alexandre Jannée. Pour certains, comme Wise, Abegg et Cook, le mouvement n'est pas lié aux conflits pour la  succession de la fonction de grand prêtre au milieu du IIe siècle av. J.-C. L'étude conjointe de l'Hymne au roi Jonathan, le Pesher de Nahum et le Manifeste (4QMMT) semblent indiquer que le mouvement s'implique totalement dans les conflits du Ier siècle av. J.-C. puisqu'ils soutinrent Alexandre Jannée contre les Pharisiens. Ce roi fut favorable aux Sadducéens, or le Manifeste (4QMMT) montre que le groupe partage les vues des Sadducéens en matière de loi juive et défend des règles de pureté très proches des Sadducéens et opposés à celles des Pharisiens. Alexandre Jannée serait le « Lion de la Colère » et le « roi Jonathan » pour lequel un texte dédie une prière.
L'accession d'Hyrcan II à la charge de grand prêtre à la mort de Jannée en 76 av. J.-C. provoque l'hostilité du groupe vis-à-vis du pouvoir. Josèphe évoque le renforcement des Pharisiens sous le règne de Salomé Alexandra (76 av. J.-C. à 67 av. J.-C.), la veuve d'Alexandre Jannée. Il explique qu'à la mort d'Alexandre Jannée, son épouse Salomé Alexandra effectue un revirement en s'appuyant sur les Pharisiens pour gouverner, alors que jusqu'alors son mari s'était appuyé sur les Sadducéens et avait même réprimé violemment les Pharisiens qui l'avaient trahi. Le 4QMMT laisse entendre que les partisans d'Alexandre Jannée et les auteurs des manuscrits ont perdu du pouvoir face aux Pharisiens. Le « Maître de Justice » serait un sadducéen victime des persécutions des Pharisiens revenus au pouvoir. Le Prêtre Impie serait Hyrcan II ou son frère Aristobule II. L'« homme du Mensonge » serait le chef du parti pharisien, Simon ben Shétah. Il n'est connu que grâce à la littérature rabbinique ultérieure, mais ces écrits légendés concordent « avec ce que nous savons par Josèphe du pouvoir pharisien. » Wise, Abbeg, Cook estiment possible qu'il existe plusieurs « Maîtres de Justice ».
Le Pesher de Nahum confirme cette période et ce renversement de situation. Le règne du « Lion de la Colère » (Alexandre Jannée) semble terminé et, au moment où il écrit, le pouvoir est exercé par les « Chercheurs de flatteries » (les Pharisiens). Ce pesher évoque aussi probablement le sort d'Aristobule II et de sa famille lors de la défaite que lui a infligé Pompée en 63 av. J.-C.. Pompée y est désigné sous le pseudonyme symbolique de « Chef des rois de Yâwân », littéralement « Chef des rois de Grèce ». Le Pesher d'Habacuc décrit l'action des armées romaines, désignés sous le nom de Kittim, qui se sont emparées de la Judée en 63 av. J.-C.. L'auteur du Pesher d'Habacuc assimile les Chaldéens mentionnés par le prophète biblique Habacuc aux Kittim qui représentent les Romains. La majeure partie des spécialistes s'accordent pour estimer que c'est la venue des armées romaines en Syrie et Palestine dans les années 60 av. J.-C. qui suscita ce récit. Cette invasion apparaît comme une sanction pour le Prêtre impie et l'Homme du mensonge. Le Prêtre Impie était en fonction durant le Ier siècle av. J.-C., tout comme d'ailleurs, le Maître de Justice. Dans ce cas, il n'y a que deux candidats possible pour le poste de « prêtre impie » : Hyrcan II et Aristobule II. Pour Wise, Abbeg, Cook, comme Hyrcan  était soutenu par les Pharisiens et qu'Aristobule l'était par les Sadducéens, Hyrcan II constitue le meilleur choix pour le prêtre impie du fait de l'hostilité des manuscrits aux Pharisiens.
Des chercheurs insistent sur le caractère anti-pharisien des auteurs des manuscrits. Le groupe s'oppose à Simon, proche des Pharisiens et à son fils Jean Hyrcan Ier qui gouverne avec les Pharisiens au début de son règne. Ensuite la communauté soutint la dynastie hasmonéenne sous Alexandre Jannée. Les auteurs soutiennent le roi et se réjouissent de la crucifixion des « Chercheurs de flatteries », les Pharisiens, qui avaient fait appel à Démétrios III contre Jannée, quitte à mettre en péril l'indépendance de la Judée.
Une variante idenfie Hyrcan II non pas au Prêtre Impie, mais au Maître de Justice. Son frère Aristobule II serait le Prêtre Impie et Pompée le « Lion de la Colère ». Les manuscrits seraient issus de différentes bibliothèques de Jérusalem et auraient été déposés à Qumrân face à la venue de Pompée en 63 av. J.-C. ou face à la menace de l'invasion parthe en 40 av. J.-C..
D'autres chercheurs proposent de voir Honi le traceur de cercles comme le « Maître de justice » de cette époque,. Honi est un « faiseur de pluie ». Il est tué vers 65 av. J.-C. par les partisans d'Hyrcan II qui serait alors le « Méchant prêtre », ou « Prêtre impie », partisan des Chercheurs de flatteries (les Pharisiens),.

### Hypothèses marginales
Une thèse improbable propose d'identifier le Maître de Justice à Simon le Juste. D'autres théories peu convaincantes mettent en avant un lien direct avec les premiers chrétiens. Elles placent l'activité de la secte au Ier siècle. Les noms de Jacques le Juste ou Jean le Baptiste ont été avancés. Le « Prêtre Impie » serait alors Paul de Tarse ou Jésus de Nazareth. Le « Lion de la Colère » serait à identifier à Ponce Pilate, « Ephraïm » aux Therapeutae et « Manassé » aux Esséniens. Ces points de vue ne sont soutenus que par quelques savants isolés et sont en contradiction avec les données paléographiques qui datent l'activité du Maître de Justice de la période hasmonéenne.
Une dernière hypothèse place la secte encore plus tard, dans le contexte de la Première Guerre judéo-romaine (66-70). Cette hypothèse se base sur le Rouleau de la Guerre et sur la présence à Massada des Chants pour les holocaustes de Shabbat (ou Liturgie Angélique) dont les seuls autres passages connus ont été retrouvés à Qumrân. Le Maître de Justice serait le chef des Zélotes, Menahem ben Juda, mort en 66, ou son neveu Eleazar Ben Yair, mort en 73. Le « Prêtre Impie » serait le capitaine de la police du Temple Eleazar ben Hanania, l'« Homme du Mensonge » Jean de Gischala et le « Lion de la Colère » Simon bar Giora.